# Peter Krause
Peter William Krause (la pronuncia del cognome è /'kɹəʊ.sə/) (Alexandria, 12 agosto 1965) è un attore statunitense.
È conosciuto principalmente per i suoi ruoli televisivi di: Nate Fisher nella popolare serie televisiva Six Feet Under, di Adam Braverman in Parenthood e di Bobby Nash in 9-1-1.

## Biografia
Nei primi anni della sua vita si rivelò un promettente atleta, ma dovette rinunciare alla carriera agonistica a causa di un infortunio procuratosi durante una gara di salto con l'asta. Frequentò il Gustavus Adolphus College a St. Peter, Minnesota, quando incominciò ad interessarsi al teatro. Conseguito il diploma nel 1987, decise di intraprendere la carriera di attore e si iscrisse al Master of Fine Arts della New York University. Lavorando come barista a New York, un giorno incontrò lo scrittore Aaron Sorkin.

### Carriera
Tra il 1998 e il 2000 Krause interpretò il ruolo di Casey McCall nella serie Sports Night, creata dal suo amico Aaron Sorkin. Sebbene lo show avesse incontrato i favori della critica, tuttavia faticò a ottenere buoni risultati in fatto di audience e così venne cancellato dopo appena due stagioni.
Nel 2001 Krause entrò nel cast di Six Feet Under e, grazie all'interpretazione di Nate Fisher, ricevette critiche positive e diverse nomination agli Emmy Awards. Nel dicembre 2006 interpreta il ruolo del detective Joe Miller nella miniserie The Lost Room.
Nel 2007 Krause recita nella serie della ABC Dirty Sexy Money al fianco di Donald Sutherland. Ha interpretato il ruolo di Adam Braverman nella serie televisiva Parenthood, prodotta dalla rete statunitense NBC. Ha rivestito il ruolo da protagonista nella serie televisiva The Catch prodotta da Shonda Rhimes e trasmessa dal 24 marzo 2016 su ABC. Dal 3 gennaio 2018, sul canale televisivo americano Fox, veste i panni del capitano dei vigili del fuoco Robert Nash nella serie 9-1-1 prodotta dalla 20th Century Fox Television.

## Vita privata
Ha avuto una relazione con l’attrice Christine King, da cui nel 2001 ha avuto il figlio Roman. Successivamente ha avuto una relazione con l'attrice Lauren Graham. I due si incontrarono per la prima volta sul set di Caroline in the City, dove c'era una scena in cui apparivano entrambi, ma iniziarono una relazione soltanto nel 2010 dopo essersi incontrati nuovamente sul set della serie televisiva Parenthood, in cui interpretavano due fratelli.
Dopo 11 anni insieme, i due si sono lasciati nel 2021, sebbene la cosa sia stata resa nota dalla stampa soltanto nel giugno dell'anno successivo.

## Filmografia

### Cinema
- Blood Harvest, regia di Bill Rebane (1987)
- Lovelife, regia di Jon Harmon Feldman (1997)
- The Truman Show, regia di Peter Weir (1998)
- Melting Pot, regia di Tom Musca (1998)
- My Engagement Party, regia di Christopher Heisen (1998)
- It's a Shame About Ray, regia di Ajay Sahgal - mediometraggio (2008)
- I giochi dei grandi (We Don't Live Here Anymore), regia di John Curran (2004)
- Civic Duty, regia di Jeff Renfroe (2006)
- Beastly, regia di Daniel Barnz (2010)
- Night Owls, regia di Charles Hood (2015)
- Saint Judy, regia di Sean Hanish (2018)

### Televisione
- Carol & Company - serie TV, 33 episodi (1990-1991)
- Seinfeld - serie TV, episodio 3x18 (1992)
- Indagine allo specchio (Double Edge), regia di Steve Stafford - film TV (1992)
- Beverly Hills 90210 – serie TV, 3 episodi (1993)
- Ellen - serie TV, episodio 1x06 (1994)
- University Hospital - serie TV, episodio 1x07 (1995)
- The Great Defender – serie TV, 8 episodi (1995)
- If Not for You – serie TV, 5 episodi (1995)
- Caroline in the City - serie TV, episodio 1x07 (1995)
- Cybill – serie TV, 23 episodi (1995-1997)
- Una famiglia a tutto gas (Brotherly Love) - serie TV, episodio 1x16 (1996)
- The Drew Carey Show - serie TV, episodio 1x21 (1996)
- Cinque in famiglia (Party of Five) – serie TV, episodi 4x04-4x05 (1997)
- Una famiglia del terzo tipo (3rd Rock from the Sun) - serie TV, episodio 3x08 (1997)
- Questione di stile (Style and Substance) - serie TV, episodio 1x01 (1998)
- Sports Night - serie TV, 45 episodi (1998-2000)
- Spin City - serie TV, episodio 3x16 (1999)
- Six Feet Under - serie TV, 63 episodi (2001-2005)
- The Lost Room - miniserie TV, 6 episodi (2006)
- Dirty Sexy Money – serie TV, 23 episodi (2007-2009)
- Parenthood – serie TV, 103 episodi (2010-2015)
- Una mamma per amica - Di nuovo insieme (Gilmore Girls: A Year in the Life) - miniserie TV, episodio 1x04 (2016)
- The Catch – serie TV, 20 episodi (2016-2017)
- 9-1-1 – serie TV, 121 episodi (2018-2025)

## Doppiatori italiani
Nelle versioni in lingua italiana dei suoi lavori, Peter Krause è stato doppiato da:
- Gaetano Varcasia in I giochi dei grandi, The Lost Room, Dirty Sexy Money
- Stefano Benassi in Parenthood, The Catch, 9-1-1
- Francesco Prando in Beastly, Una mamma per amica - Di nuovo insieme
- Franco Mannella in The Truman Show
- Vittorio Guerrieri in Carol & Company
- Massimo De Ambrosis in Seinfeld
- Andrea Ward in Sports Night
- Fabrizio Temperini in Six Feet Under